# Wuhai Challenger 2011
Il Wuhai Challenger 2011 è stato un torneo professionistico di tennis maschile giocato sul cemento. È stata la 1ª edizione del torneo, che fa parte dell'ATP Challenger Tour nell'ambito dell'ATP Challenger Tour 2011. Si è giocato a Wuhai in Cina dal 25 al 31 luglio 2011.

## Partecipanti

### Teste di serie
| Nazionalità | Giocatore          | Ranking* | Testa di serie |
| ----------- | ------------------ | -------- | -------------- |
| Giappone    | Gō Soeda           | 136      | 1              |
| Spagna      | Guillermo Olaso    | 167      | 2              |
| Israele     | Amir Weintraub     | 215      | 3              |
| Thailandia  | Danai Udomchoke    | 216      | 4              |
| Francia     | Guillaume Rufin    | 227      | 5              |
| Slovacchia  | Marek Semjan       | 250      | 6              |
| Svezia      | Michael Ryderstedt | 258      | 7              |
| Stati Uniti | Nicholas Monroe    | 281      | 8              |

- Ranking al 18 luglio 2011.

### Altri partecipanti
Giocatori che hanno ricevuto una wild card:
- Wang Chuhan
- Li Dawei
- Ma Yanan
- Lu Yang

Giocatori che sono passati dalle qualificazioni:
- An Jae-sung
- Lee Hsin-han
- Kento Takeuchi
- Kittipong Wachiramanowong
- Gao Peng (lucky loser)

## Campioni

### Singolare
Gō Soeda ha battuto in finale  Raven Klaasen con il punteggio di 7–5, 6–4

### Doppio
Lee Hsin-han /  Yang Tsung-hua hanno battuto in finale  Feng He /  Zhang Ze con il punteggio di 6–2, 7–6(4)